# Tân Hà, Hình Đài
Tân Hà (chữ Hán giản thể: 新河县, âm Hán Việt: Tân Hà huyện) là một huyện thuộc địa cấp thị Hình Đài, tỉnh Hà Bắc, Cộng hòa Nhân dân Trung Hoa. Huyện này có diện tích 366 ki-lô-mét vuông, dân số 160.000 người. Mã số bưu chính Tân Hà là 051730. Chính quyền Tân Hà đóng ở trấn Tân Hà. Quận này được chia thành 2 trấn và 4 hương.
- Trấn: Tân Hà, Tầm Trại.
- Hương: Bạch Thần Đầu, Kinh Gia Trang, Tây Lưu, Nhân Nhượng Lý